# John Bartram
John Bartram, född 23 maj 1699 i Darby,  Pennsylvania, död 22 september 1777 i Philadelphia, var en amerikansk botaniker, trädgårdsodlare och upptäcktsresande. Han invaldes 1769 som utländsk ledamot nummer 70 av svenska Vetenskapsakademien. Carl von Linné ansåg att han var "världens största naturbotaniker".
Auktorsnamnet Bartram används för att ange denna person som författare när man citerar ett botaniskt namn.

## Biografi
Bartram föddes i en kväkarfamilj i koloniala Darby, Pennsylvania och betraktade sig själv som en vanlig bonde utan formell utbildning utöver den lokala skolan, men hade ett livslångt intresse för medicin och medicinska växter och läste mycket. Han började sin botaniska karriär med att ägna en liten del av sin gård åt att odla växter som han tyckte var intressanta. Senare tog han kontakt med europeiska botaniker och trädgårdsmästare som var intresserade av nordamerikanska växter och utvecklade sin hobby till ett blomstrande företag.
Bartram gifte sig två gånger, först 1723 med Mary Maris (död 1727), som födde honom två söner, Richard och Isaac. Efter hennes död gifte han sig 1729 med Ann Mendenhall (1703–1789). De hade fem söner och fyra döttrar tillsammans.
Hans tredje son, William Bartram (1739–1823), blev en känd botaniker, naturhistorisk konstnär och ornitolog. Han skrev Travels Through North & South Carolina, Georgia, East & West Florida,... som publicerades i Philadelphia av James & Johnson 1791.
Bartram dog den 22 september 1777 och vilar på Darby Friends Cemetery i Darby, Pennsylvania.

## Karriär och vetenskapligt arbete
Bartram började resa mycket i de östra amerikanska kolonierna för att studera och samla växter. År 1743 besökte han västra delar av New York och de norra stränderna i Lake Ontario, och skrev Observations on the Inhabitants, Climate, Soil, Rivers, Productions, Animals, and other Matters Worthy of Notice, made by Mr. John Bartram in his Travels from Pennsylvania to Onondaga, Oswego, and the Lake Ontario, in Canada (London, 1751). Under vintern 1765/66 besökte han östra Florida i söder, som var en brittisk koloni, och publicerade en redogörelse för denna resa med sin dagbok (London, 1766). Han besökte också områden längs Ohiofloden väster om Appalacherna. Många av hans växtförvärv skeppades till samlare i Europa. I gengäld försåg de honom med böcker och apparater.
Bartram, ibland kallad den amerikanska botanikens fader, var en av de första praktiserande Linné-botanikerna i Nordamerika. Han vidarebefordrade växtprover till Carl von Linné, Dillenius och Gronovius. Han bistod även Linnéstudenten Pehr Kalm under hans förlängda insamlingsresa till Nordamerika 1748–1750.
Bartram hjälptes i sina samlarförsök av andra brittiska kolonisatörer. I Bartrams Diary of a Journey through the Carolinas, Georgia and Florida, en resa gjord från 1 juli 1765 till 10 april 1766, skrev Bartram om exemplar han hade samlat in. I kolonin British East Florida fick han hjälp av Dr. David Yeats, kolonins sekreterare.

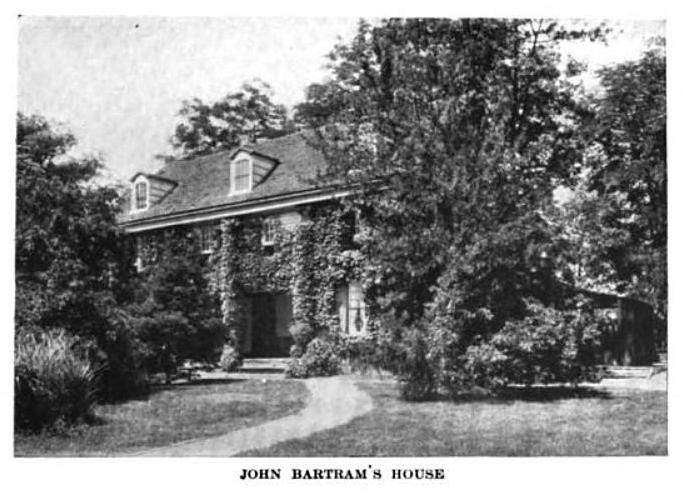
John Bartrams hus i Philadelphia, Pennsylvania, circa 1919

Omkring 1728 etablerade Bartram en 32 000 m2 botanisk trädgård i Kingsessing, på västra stranden av Schuylkill, ca 5 km från centrala Philadelphia. Känd som Bartram's Garden, nämns den ofta som den första sanna botaniska samlingen i Nordamerika. Den drevs vidare som familjeföretaget North American plants efter den amerikanska revolutionen av Bartrams söner John Bartram, Jr., och William Bartram. Totalt tre generationer av familjen Bartram fortsatte att driva och expandera den botaniska trädgården. Bartram's Garden var känd som den stora botaniska trädgården i Philadelphia tills de sista Bartramarvingarna sålde den 1850. Den drevs därefter i ett partnerskap mellan staden Philadelphia och en ideell stiftelse och utsågs 1960 till ett nationellt historiskt landmärke.
År 1743 var Bartram en av grundarna, tillsammans med Benjamin Franklin, av American Philosophical Society i Philadelphia. Det stödde vetenskapliga studier såväl som filosofi.
Bartram spelade en viktig roll med att skicka frön från den nya världen till europeiska trädgårdsmästare. Många nordamerikanska träd och blommor introducerades först i odling i Europa på denna väg. Från omkring 1733 bistods Bartrams arbete av hans samröre med den engelske köpmannen Peter Collinson, som också var en älskare av växter. Han var kväkare och medlem av Royal Society, med ett känt förhållande till sin president, Sir Hans Sloane. Collinson delade Bartrams nya växter med vänner och andra trädgårdsmästare. Tidiga Bartram-samlingar gick till Lord Petre, Philip Miller på Chelsea Physic Garden, Mark Catesby, hertigen av Richmond och hertigen av Norfolk.  

## Eftermälen och hedersbetygelser
De flesta av Bartrams många växtupptäckter namngavs av botaniker i Europa. Han är idag mest känd för upptäckten och introduktionen av ett brett spektrum av nordamerikanska blommande träd och buskar, såsom kalmia, rhododendron och magnoliaarter; för införande av Dionaea muscipula eller Venus flugfälla till odling; och för att ha upptäckt Franklinträdet, Franklinia alatamaha i sydöstra Georgien 1765, senare namngiven av hans son William Bartram. 
Släktena av mossor, Bartramia, namngavs för honom, liksom sådana växter som den nordamerikanska servicebär, Amelanchier bartramiana, liksom det subtropiska trädet Commersonia bartramia (Christmas kurrajong). Detta växer i ett område från Bellinger River i östra Australiens kust till Cape York, Vanuatu och Malaysia.
John Bartram High School i Philadelphia är uppkallad efter honom.
Bartram's Garden har utsetts till ett nationellt historiskt landmärke.